# Serie C AIFA 1987
La Serie C AIFA 1987 è stato il livello d'ingresso del campionato italiano di football americano nel 1987. È stato il terzo campionato minore d'ingresso organizzato dall'Associazione Italiana Football Americano per rispondere alla crescita enorme che il football aveva avuto in quegli anni.
La nuova formula, era con 19 squadre divise in 6 gironi.

## Regular season

### Girone A
| Pos. | Squadra                            | %V   | G | V | N | P | PF  | PS  |
| ---- | ---------------------------------- | ---- | - | - | - | - | --- | --- |
| 1    | Saint George's Knights Alessandria | .778 | 9 | 6 | 2 | 1 | 136 | 76  |
| 2    | Wolves Biella                      | .500 | 8 | 4 | 0 | 4 | 104 | 97  |
| 3    | Icemen Aosta                       | .357 | 7 | 2 | 1 | 4 | 76  | 107 |
| 4    | Starfighters Ciriè                 | .313 | 8 | 2 | 1 | 5 | 50  | 95  |

### Girone B
| Pos. | Squadra                 | %V   | G | V | N | P | PF  | PS  |
| ---- | ----------------------- | ---- | - | - | - | - | --- | --- |
| 1    | Crociati Monza          | .625 | 8 | 5 | 0 | 3 | 123 | 106 |
| 2    | Hammers Cantù           | .500 | 8 | 3 | 0 | 3 | 44  | 71  |
| 3    | Albatros Sestri Levante | .000 | 5 | 0 | 0 | 5 | 23  | 104 |

### Girone C
| Pos. | Squadra             | %V    | G | V | N | P | PF  | PS  |
| ---- | ------------------- | ----- | - | - | - | - | --- | --- |
| 1    | Phoenix San Lazzaro | 1.000 | 7 | 7 | 0 | 0 | 194 | 53  |
| 2    | Mariners Venezia    | .400  | 5 | 2 | 0 | 3 | 67  | 43  |
| 3    | Zebre Udine         | .000  | 5 | 0 | 0 | 5 | 50  | 105 |

### Girone D
| Pos. | Squadra         | %V   | G | V | N | P | PF  | PS |
| ---- | --------------- | ---- | - | - | - | - | --- | -- |
| 1    | Cobra Imola     | .750 | 8 | 6 | 1 | 1 | 113 | 55 |
| 2    | Rangers Sarzana | .600 | 5 | 3 | 0 | 2 | 61  | 44 |
| 3    | Grifoni Perugia | .250 | 6 | 1 | 1 | 4 | 34  | 90 |

### Girone E
| Pos. | Squadra          | %V   | G | V | N | P | PF  | PS  |
| ---- | ---------------- | ---- | - | - | - | - | --- | --- |
| 1    | Trappers Cecina  | .688 | 8 | 5 | 1 | 2 | 157 | 113 |
| 2    | Sirbons Cagliari | .500 | 6 | 3 | 0 | 3 | 86  | 111 |
| 3    | Linci Roma       | .313 | 8 | 2 | 1 | 5 | 86  | 113 |

### Girone F
| Pos. | Squadra              | %V   | G | V | N | P | PF | PS |
| ---- | -------------------- | ---- | - | - | - | - | -- | -- |
| 1    | Red Eagles CZ        | .600 | 5 | 3 | 0 | 2 | 90 | 40 |
| 2    | Green Hawks Barletta | .600 | 5 | 3 | 0 | 2 | 61 | 56 |
| 3    | Cougars Napoli       | .000 | 5 | 0 | 0 | 5 | 6  | 90 |

## Verdetti
- Phoenix San Lazzaro e Cobra Imola promossi in Serie A2.